# Marojala butleri
Marojala butleri là một loài bướm đêm trong họ Noctuidae.